# Aleksandra Čvorović
Aleksandra Čvorović (serb.: Александра Чворовић; ur. 10 lutego 1976 w Banja Luce) – serbska pisarka i bibliotekarka.

## Biografia
Aleksandra Čvorović urodziła się w Banja Luce, w Bośni i Hercegowinie (wówczas część Jugosławii). Ukończyła studia z zakresu literatury na wydziale filozoficznym na Uniwersytecie w Banja Luce i bibliotekoznawstwo na wydziale bibliotekoznawstwa i informacji naukowej na Uniwersytecie w Belgradzie. Pracowała jako dziennikarka, redaktor naczelna i członkini rad redakcyjnych czasopism literackich m.in.: „Putevi”, „Književnik”, „Album”, „Сарајевске свеске”, „Diwan”, „Život”, „Riječ”, „Sarajevske sveske”, „Ulaznica”, „Riječ”. Jej utwory zostały przetłumaczone na  język angielski, niemiecki, polski, duński i słoweński. Brała udział w licznych wieczorach literackich i festiwalach w Bośni i Hercegowinie, Serbii, Czarnogórze, Słowenii, Holandii i Danii. 
Jest członkiem Stowarzyszenia Pisarzy Republiki Serbskiej i Stowarzyszenia Pisarzy Bośni i Hercegowiny. Pracuje jako bibiotekarka i ekspert ds. działalności kulturalnej, edukacyjnej i wydawniczej w Bibliotece Narodowej i Uniwersyteckiej Republiki Serbskiej. Prowadzi warsztaty kreatywnego pisania dla dzieci. Jest laureatką kilku nagród literackich w dziedzinie poezji i prozy m.in. nagrody im. Ljupko Račića, nagrody im. Stanko Rakita, nagrody Ministerstwa Nauki i Kultury Republiki Serbskiej.

## Wybrane dzieła
- Šapat glinenih divova, 2000
- Anđeo pod krevetom, 2002
- Monolog u šolji kafe, 2006
- Cvijet na kapiji sna, 2007
- Nadrastanje, 2013
- Čarobna ruža, 2014
- Ukrala me Šumbaba!, 2018
- Pјesmoјed, 2024